# Miguel Aroche Parra
Miguel Aroche Parra (Estado de Guerrero, 17 de agosto de 1915-19 de julio de 2016) fue un político mexicano, miembro del Partido Comunista Mexicano.
Tras su expulsión del PCM participó en el Congreso de Unidad Marxista celebrado en 1950, que derivó en la creación del Partido Obrero-Campesino de México, de línea marxista-leninista-maoísta. Alrededor de 1956 Aroche fungió como director del periódico Noviembre, órgano oficial del PO-CM. A mediados de la década de los años cincuenta fue preso político como resultado de la Derrota Ferrocarrilera de 1959; permaneció 7 años, 7 meses y 16 días en la cárcel, primero en el Palacio de Lecumberri y luego en la prisión de Santa Martha Acatitla. Fue miembro del PCM, hasta que junto con otros se escindió para formar el POCM en 1950 cuando el PCM era dirigido por Dionisio Encina. Fue miembro del Partido Obrero Campesino Mexicano, para luego ser parte del Partido Popular Socialista junto con Carlos Sánchez Cárdenas cuando en junio de 1963 se fusionaron ambos partidos. Ya que no estuvo de acuerdo con el nombramiento de Jorge Cruickshank García como presidente del PPS, fue expulsado del partido junto con 26 miembros del Comité Central. Fue miembro del Movimiento de Acción y Unidad Socialista junto con Arturo Mata, fue postulado para diputado bajo las siglas del PCM por el X Distrito Electoral Federal de Guerrero como resultado de la coalición. Es miembro y fundador del Partido de la Revolución Democrática.Fue Diputado de Mayoría de la LVI legislatura de la Cámara de Diputados de 1988 a 1991.

## Obras
- La derrota ferrocarrilera de 1959: aportes para un análisis objetivo de las últimas grandes luchas obreras (1960)
- 28 poemas de amor y vida (1968)
- 53 poemas del 68 mexicano (1972)
- El Che, Genaro y las guerrillas: estrategia y táctica de la revolución en México (1974)
- Los secuestros de Figueroa, Zuno y la muerte de Lucio Cabañas (1976)
- Unidad antiimperialista, unidad proletaria (1985)
- " En Busca de La Aurora" ([1990])